# Епархия Портленда
Епархия Портленда (лат.  Dioecesis Portlandensis) — епархия Римско-Католической церкви с центром в городе Портленд, штат Мэн, США. Епархия Портленда входит в митрополию Бостона. Кафедральным собором епархии Портленда является Собор Непорочного зачатия Пресвятой Девы Марии, расположенный в городе Портленд.

## История
29 июля 1853 года Святой Престол учредил епархию Портленда, выделив её из епархии Бостона.
15 апреля 1884 года епархия Портленда уступила часть своей территории новой епархии Манчестера.

## Ординарии епархии
- епископ Дэвид Уильям Бэкон[англ.] (23.01.1855 — 05.11.1874)
- епископ Джеймс Августин Хили[англ.] (12.02.1875 — 05.08.1900)
- епископ Уильям Генри О’Коннелл (22.04.1901 — 21.02.1906) — назначен архиепископом-коадъютором, а затем архиепископом Бостона, кардинал с 1911
- епископ Луи Себастьян Уолш[англ.] (03.08.1906 — 12.05.1924)
- епископ Джон Грегори Мюррей[англ.] (29.05.1925 — 29.10.1931) — назначен архиепископом Сент-Пола
- епископ Джозеф Эдвард Маккарти[англ.] (13.05.1932 — 08.09.1955)
- епископ Даниэль Джозеф Фини[англ.] (09.09.1955 — 15.09.1969)
- епископ Питер Лео Джерети (15.09.1969 — 02.04.1974) — назначен архиепископом Ньюарка
- епископ Эдвард Корнелиус О’Лири[англ.] (16.10.1974 — 27.09.1988)
- епископ Джозеф Джон Джерри[англ.], O.S.B. (27.12.1988 — 10.02.2004)
- епископ Ричард Джозеф Мэлоун[англ.] (10.02.2004 — 29.05.2012) — назначен епископом Буффало
- епископ Роберт Питер Дили[англ.] (14.02.2014 — 07.05.2024)
- епископ Джеймс Томас Руджери[англ.] (с 07.05.2024)

## Источник
- Annuario Pontificio, Libreria Editrice Vaticana, Città del Vaticano, 2003, ISBN 88-209-7422-3